# François-Marie Gérin
Pour les articles homonymes, voir Gérin.
 (septembre 2017).
Si vous disposez d'ouvrages ou d'articles de référence ou si vous connaissez des sites web de qualité traitant du thème abordé ici, merci de compléter l'article en donnant les références utiles à sa vérifiabilité et en les liant à la section « Notes et références ».
François-Marie Gérin, né le 5 mai 1951 à Québec, est un écrivain québécois qui, jusqu'en 2018, a publié sous pseudonymes : Papartchu Dropaôtt, Papartchu Alfraède, F.-M. Gérin-Lajoie, François Magin et D. Hoaxer.

## Biographie
Né à Québec, le 5 mai 1951, François-Marie Gérin a étudié la linguistique et la traduction (B.A. spécialisé, Université d'Ottawa, 1972). Il a travaillé comme rédacteur publicitaire (1972-1973) et comme traducteur (1974-1975) avant de cumuler ces deux fonctions à titre de pigiste. Il a été boursier du Conseil des arts (1977) et de la Direction générale de l'enseignement supérieur (1979) pour fins de création littéraire. Après avoir écrit quelques polars humoristiques et quelques recueils de poésie de 1976 à 1984, il a interrompu sa carrière d'écrivain pour se consacrer à d'autres passions, l'art ancien et les voyages.
Il est revenu à l'écriture en 2007.

### Polars humoristiques
- Papartchu Dropaôtt, L'histoire louche de la cuiller à potage, Éditions Quinze, Montréal, 1976, 140 pages[3]
- Papartchu Dropaôtt, Du pain et des œufs, Éditions Quinze, Montréal, 1977, 148 pages
- Papartchu Dropaôtt, Salut Bonhomme !, Éditions Quinze, Montréal, 1978, 198 pages
- Papartchu Dropaôtt, Les Noires Tactiques du Révérend Dum, Éditions Québecor, Montréal, 1980, 175 pages
- Papartchu Dropaôtt, La Mort aux dents, livre numérique et livre broché publié sur Amazon, 2018, 157 pages
- F.-M. Gérin-Lajoie, Les Taxis volants, une aventure de Jos Bine, Desclez Éditeur, Montréal, 1980, 159 pages[4].
- F.-M. Gérin-Lajoie, Pas de chocolat pour tante Laura, une aventure de Jos Bine, Desclez Éditeur, Montréal, 1980, 160 pages

### Poécits (poèmes-récits)
- Papartchu Alfraède, Viens prendre un ver(s), Éditions Saint-Germain-des-Prés, Paris, 1977, 64 pages[5]
- F.-M. Gérin-Lajoie, Brise la glace, Narcisse, Éditions Saint-Germain-des-Prés, Paris, 1980, 65 pages

- F.-M. Gérin-Lajoie, Je tue il, Éditions Naaman, Sherbrooke, 1984, 58 pages

### Romans récents
- François Magin, La Belle et le hautbois d'Armand, premier volet d'une trilogie intitulée Un Conte de fées sans les fées, Éditions Hurtubise, Montréal, 2007, 112 pages
- D. Hoaxer, traduit par François Magin, Da Monopoli Code, Éditions De Mortagne, Boucherville, 2008, 189 pages (roman humoristique parodiant le Da Vinci Code)
- François Magin, Le Non Moins Fabuleux Destin de Melpomène Meynard, deuxième volet de la trilogie Un Conte de fées sans les fées, livre numérique et livre broché publié sur Amazon, 2019, 143 pages.
- F.-M. Gérin, La Constellation, trilogie romanesque, mélange de fantastique et de science-fiction. I. Les Peuples de l'Eau, livre numérique et livre broché publié sur Amazon, 2018, 392 pages; II. Le Théâtre de la guerre, livre numérique et livre broché publié sur Amazon, 2019, 352 pages; III. Au-delà du futur, livre numérique et livre broché publié sur Amazon, 2021, 312 pages.
- François Magin, Le Petit Garçon qui voulait rencontrer Dieu, troisième volet de la trilogie Un Conte de fées sans les fées, livre numérique et livre broché publié sur Amazon, 2020, 123 pages.
- F.-M. Gérin,  Aimer Julie I. Les Matins du cœur , premier volet d'une pentalogie, livre numérique et livre broché sur Amazon, 2022, 182 pages.

### Fanfiction
Gérin a également créé un site Internet intitulé Histoires de LunaL (www.histoires-de-lunal.webnode.fr), où il a réuni différents textes pour lesquels il s'est inspiré de la saga Harry Potter de J.K. Rowling ainsi que de son défunt site de jeu Pottermore : récits, anecdotes, dialogues imaginés à partir de photos des films de la saga, encyclopédie de Serdaigle, Serdaigle dans les films et extraits d'un ouvrage intitulé Le Bestiaire Fantastique de Xenophilius Lovegood, qui aurait été écrit par sa fille Luna Lovegood.

### Autres publications
- François-Marie Gérin-Lajoie, « Cul-de-sac » et « ...Mais il ne pleut plus sur la ville! » (poèmes tirés du recueil Je tue il ) dans Aujourd'hui au Québec; des poètes, Soc et Foc, La Meilleraie-Tillay, France, 1983, p. 43-45.
- François Magin « Les Ilotes? » (version remaniée du récit publié dans le recueil Je tue il) dans Québec 2008, Riveneuve Continents, revue des littératures de langue française, Riveneuve Éditions, Paris, n° 6, automne 2008, p. 145-154.

## Source
- Entrevue par courriel avec François Magin